# Arthur Bartels
Arthur Bartels, també Barthels (Vilnius, 13 d'octubre de 1818 - Cracòvia, 23 de desembre de 1885) fou un músic, cantant, i humorista polonès.
A partir de 1875 s'establí a Cracòvia. Se li deuen innumerables poesies humorístiques a les que hi posava música i, a voltes, il·lustrava amb dibuixos que es van fer molt populars en aquella època arreu de Polònia, i s'estengueren per Europa mercès al picaresc enginy que rebel·laven.